# John Franklin Jameson
John Franklin Jameson connu également sous le nom de J. Franklin Jameson, né le 19 septembre 1859  à Somerville dans l'État du Massachusetts et mort le 28 septembre 1937 à Washington (district de Columbia)  est un historien et historiographe américain, et éditeur de la revue historique The American Historical Review de la Société américaine d'histoire et de l'Original Narratives of Early American History en 18 volumes et du Dictionary of American Biography en 20 volumes.

## Biographie

### Jeunesse et formation
John Franklin Jameson est le fils de John Jameson, un instituteur, un receveur des postes et un juriste, et de Mariette Thompson,.

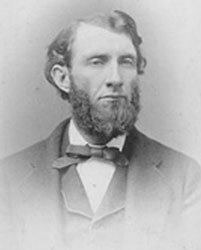
John William Burgess.

Après avoir achevé ses études secondaires à la Roxbury Latin School (en) dans le quartier Roxbury de Boston, J. Franklin Jameson est accepté à l'université Harvard en juin 1874 ; mais ses parents déménageant à Amherst il est contraint d'entrer au Amherst College en 1875. Il y obtient son baccalauréat universitaire (licence) en 1879 avec la mention de Valedictorian,,,,.

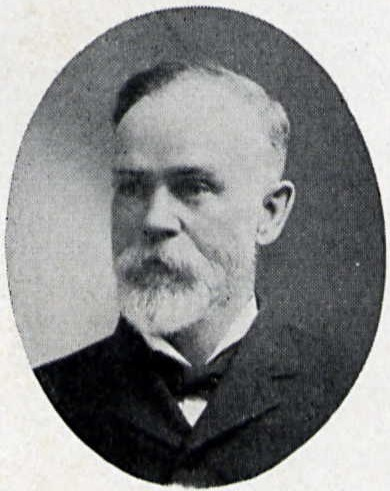
Anson D. Morse.

J. Franklin Jameson attire l'attention de son professeur de science politique John Burgess (universitaire) ainsi que celle de son professeur d'histoire Anson D. Morse qui le soutiendront pour sa carrière et aussi de Herbert Baxter Adams qui parallèlement établit un département d'histoire à l'université Johns-Hopkins,,,.

### Carrière

#### Les difficultés

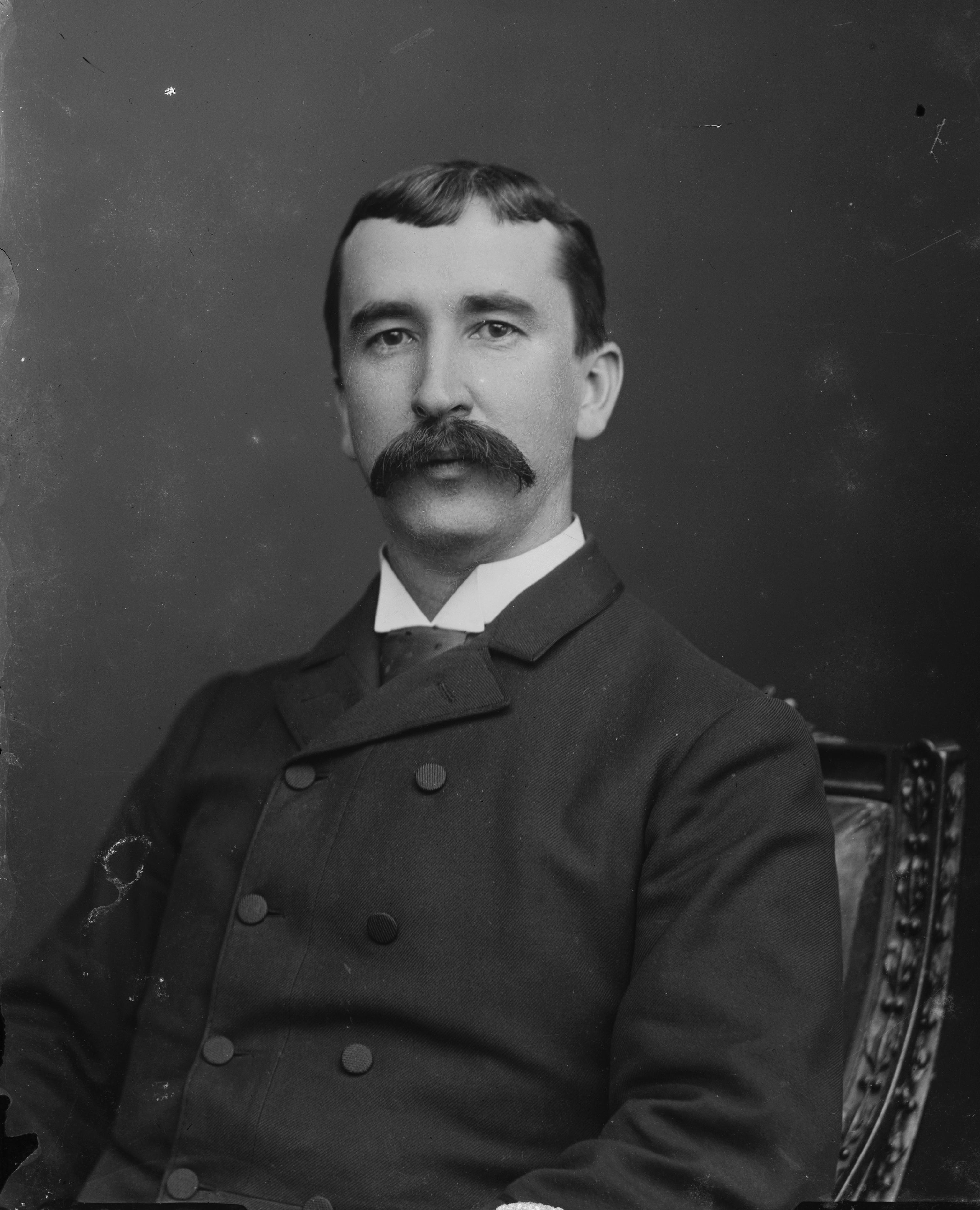
Herbert Baxter Adams.

Malgré le soutien de ses enseignants, J. Franklin Jameson  ne peut pas continuer ses études universitaires pour des raisons financières. Aussi décroche-t-il un poste de professeur de littérature latine et d'histoire dans un établissement d'enseignement secondaire à Worcester dans le Massachusetts. Au d'une année grâce à l'appui de Herbert Baxter Adams, il est admis à l'université Johns-Hopkins,,.

#### L’enseignant à  l'université Johns-Hopkins
J. Franklin Jameson bénéficie d'une bourse d'études et d'un poste de chargé de travaux dirigés qui lui permettent de pourvoir ses études. En 1883, il est promu au grade de professeur associé, il soutient sa thèse de doctorat (Ph.D.) en 1883, le titre de sa thèse est Montauk and the Common Lands of Easthampton (« Montauk et les terres communales d’Easthampton ») qui fait la suite d'une essai The Origin and Development of the Municipal Government of New York City (« L’origine et le développement du gouvernement municipal de New York »), dont les parties avaient été publiées au sein de la revue le Magazine of American History (en) en 1882. Il ajoute en 1887, une bibliographie sur Willem Usselincx qui est également publiée par le Magazine of American History en 1887. Ces diverses publications le font accéder à la notoriété en tant que spécialiste de l'histoire des institutions européennes, de l'histoire de la Nouvelle Angleterre et de ses institutions qui sont comme une extension une prolongation des institutions européennes. C'est également durant cette période qu'il s'attache à la prise en compte des documents et des archives  historiques du gouvernement sises à Washington et la nécessité de les préserver, qui est une motivation de son désir de créer un site destiné aux archives nationales,,,.

#### Le professeur de l'université Brown

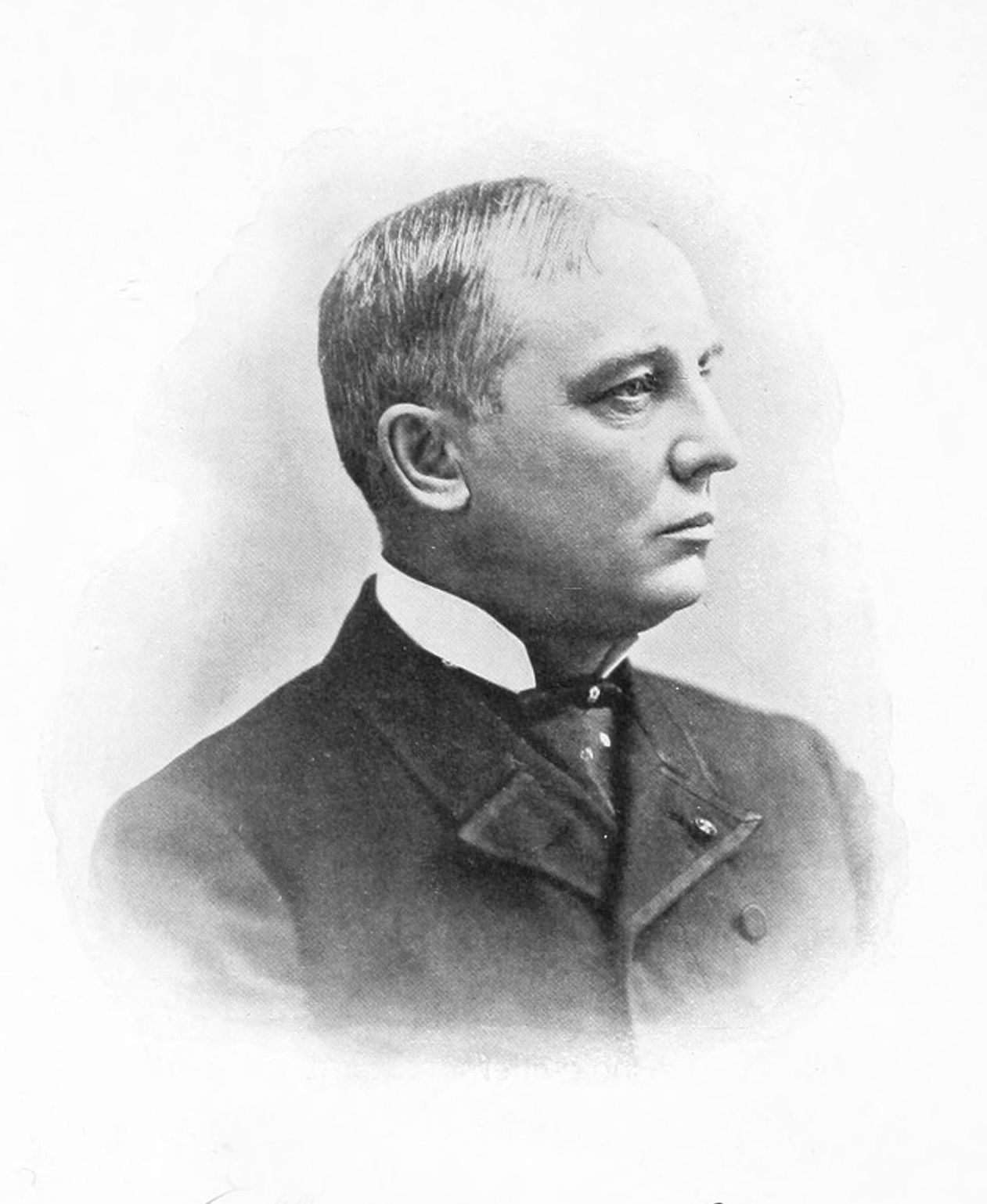
E. Benjamin Andrews.

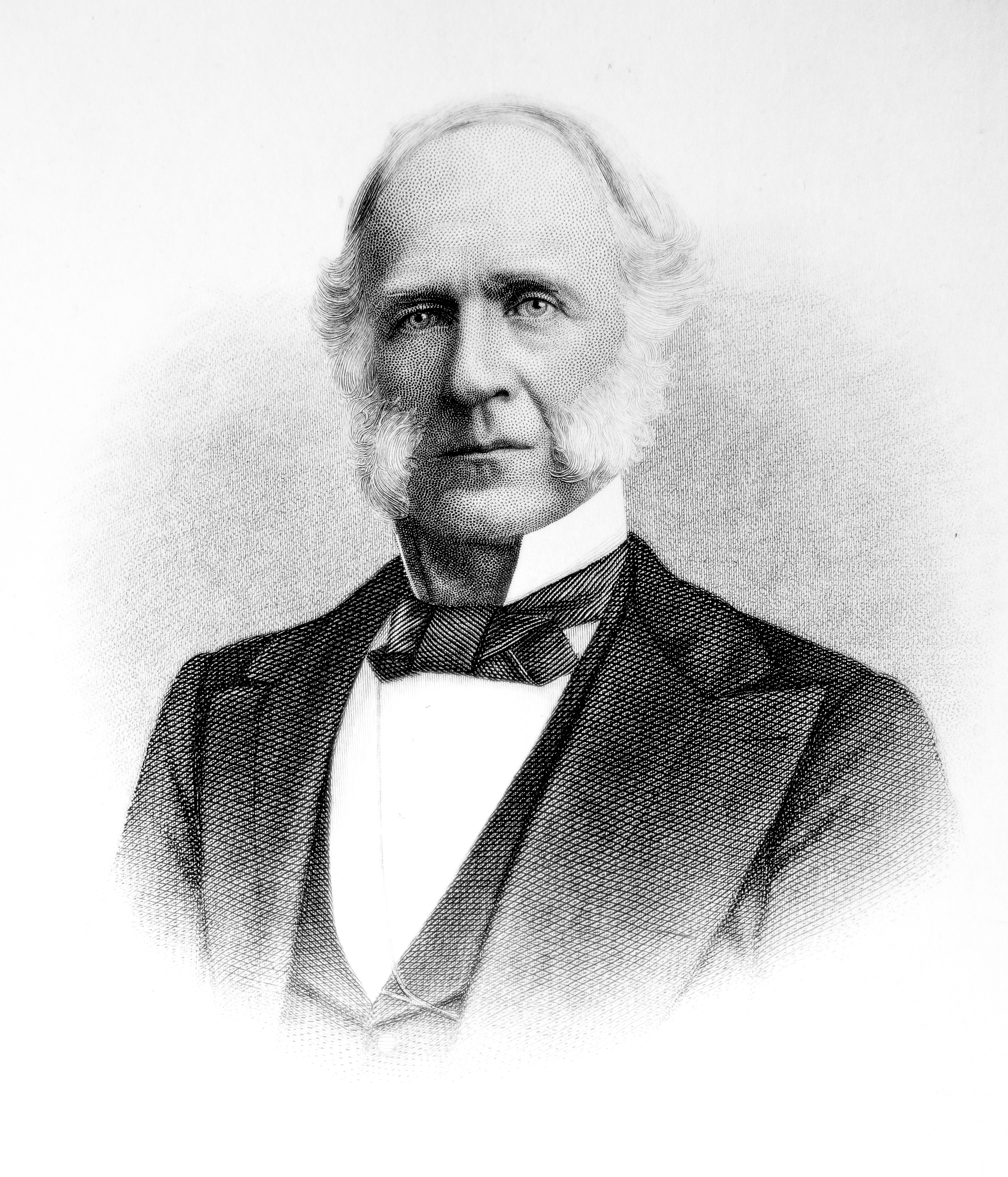
Ezekiel_Robinson.

Daniel Coit Gilman, le président de l'université Johns-Hopkins annonce à J. Franklin Jameson qu'il ne sera jamais titularisé. Ayant appris la nouvelle, Ezekiel Robinson (en), président de l'université Brown propose un poste de professeur d'histoire à J. Franklin Jameson, offre qu'il accepte et prend ses fonctions en 1888. Sa nomination est confirmée en 1889 par le nouveau président Elisha Benjamin Andrews (en) et par la suite il est nommé comme directeur du département d'histoire,,,.
J. Franklin Jameson organise et anime des séminaires d'histoire sur le modèle de l'université Johns-Hopkins , de nombreuses personnalités qui deviendront célèbres dans le monde universitaire participent à ces séminaires comme Mary Emma Whoolley, présidente du Mount Holyoke College de 1901 à 1937, le britannique Harold Dexter Hazeltine (en) professeur de droit à l'université de Cambridge, Edmund C. Burnett qui a collecté et édité les lettres des membres du Congrès continental, l’historien Carl Russell Fish (en) professeur à l'université du Wisconsin à Madison.
Pour le centième anniversaire de la Constitution des États-Unis, J. Franklin Jameson rédige un essai  Essays in the Constitutional History of the United States qui est publié en 1889. Dans cet essai, il expose les débuts de l'histoire politique et constitutionnelle des États-Unis. Dans le prolongement de cet ouvrage, il tient des conférences sur l'origine des partis politiques aux États-Unis à l'université Brown en 1889, et sur l'histoire politique et constitutionnelle du Sud à l'université Johns-Hopkins au printemps 1891. Ces conférences sont restées inédites de son vivant, tout comme les conférences qu’il a données au Barnard College en 1895 sur le thème de American Revolution as a social movement (« la révolution américaine en tant que mouvement social ») qui seront publiées en 1926 par la maison d'édition Princeton University Press,.

#### Le professeur de l'université de Chicago

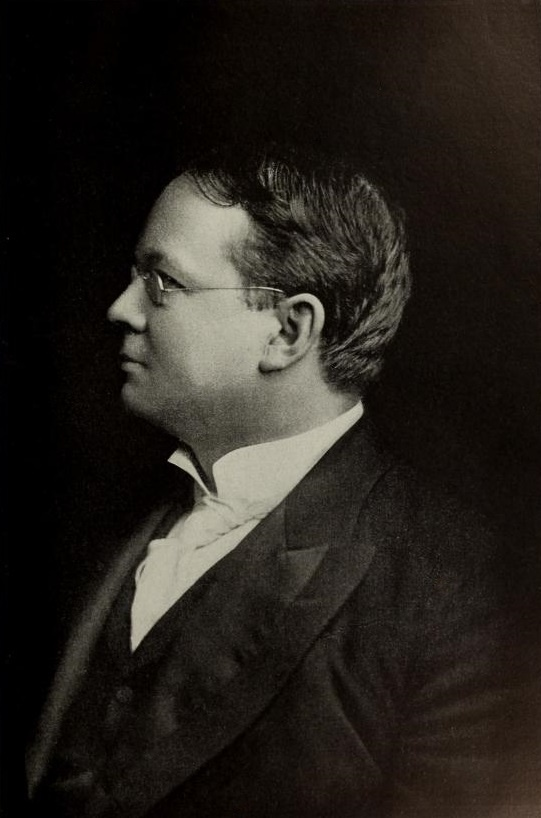
William Rainey Harper.

En 1901, William Rainey Harper, le président de l'université de Chicago lui propose la direction du département d'histoire. Poste qu'il accepte et tiendra jusqu'en 1905. Département qu'il rénove en embauchant de nouveaux professeurs et de nouveaux cours sur l'histoire américaine,.

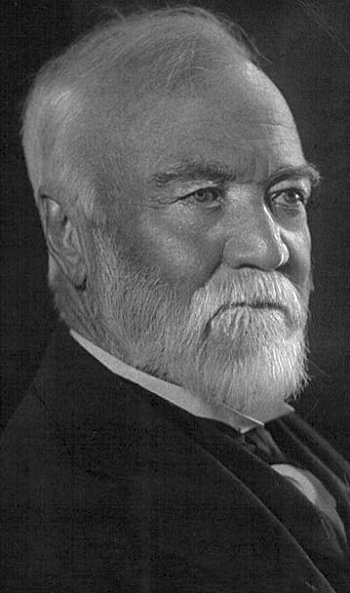
Andrew Carnegie.

#### Le directeur de recherche de laCarnegie Institution
En janvier 1902, le philanthrope Andrew Carnegie décide d’établir une dotation de 10 000 000 $ pour l'établissement d'un institut de recherche scientifique à Washington (district de Columbia),,.
En octobre 1905, J. Franklin Jameson est nommé directeur du département de la recherche historique de la Carnegie Institution. En 1913, grâce à sa direction ce département a pu collecter plus de 100 000 documents majeurs pour établir une histoire américaine,,.
L’entrée des États-Unis dans la Première Guerre mondiale en avril 1917 est l'occasion pour J. Franklin Jameson de réitérer sa demande de création du National Board for Historical Service (« Conseil national des services historiques ») au sein de la Carnegie Institution dont il serait le directeur. Pour documenter ce nouveau secteur d'activité, il établit des questionnaires qui sont soumis aux soldats dans leurs camps d'entraînement. Il reçoit le soutien des vétérans et des différents présidents des États-Unis qui se sont succédé durant l'entreprise qui s’achèvera en 1937 par l'édification d'un bâtiment spécialement destiné aux archives nationales,,.

#### Les "documents Sisson"

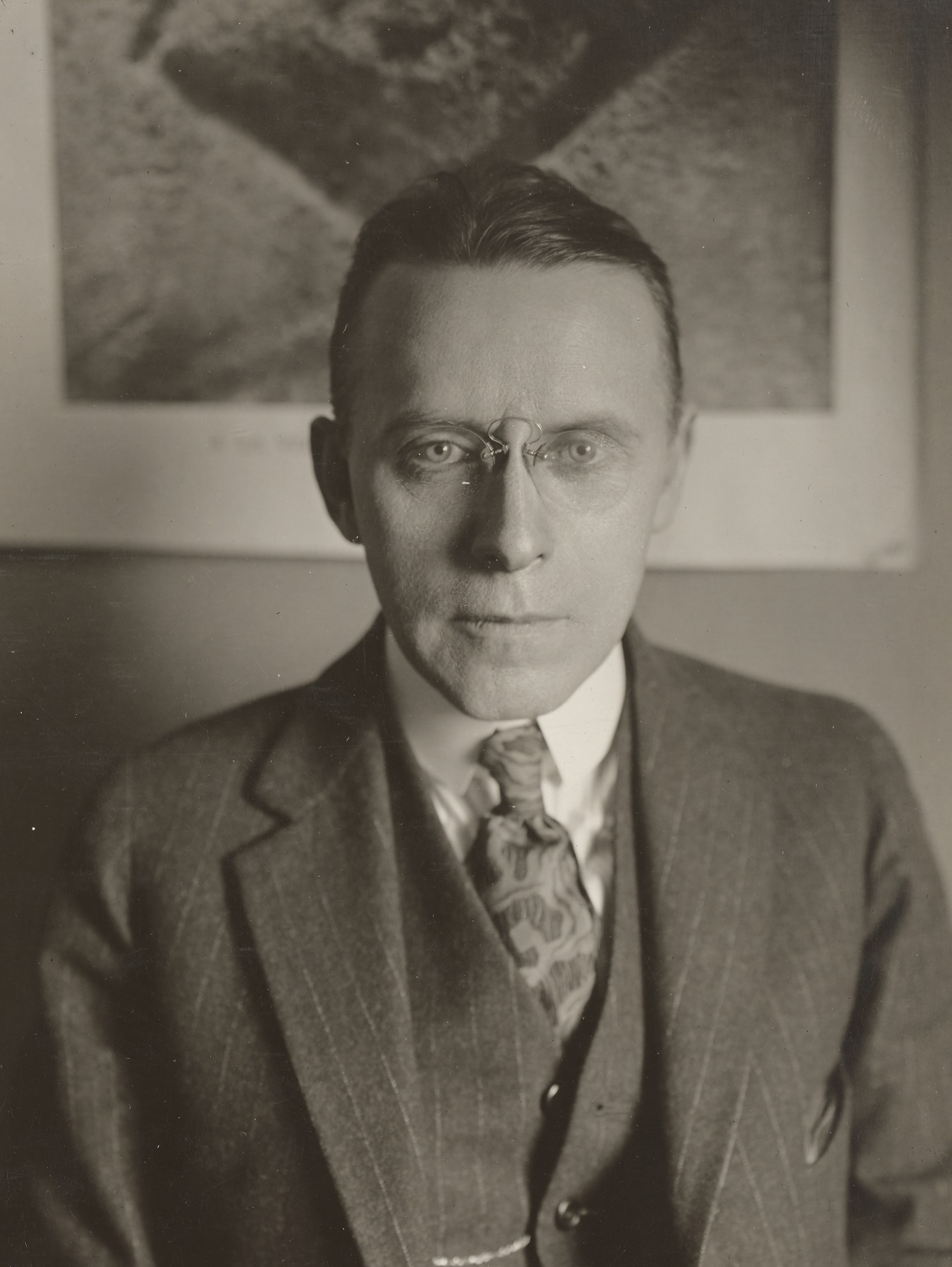
Edgar Sisson.

En 1918, George Creel (en), directeur de la Committee on Public Information, recrute J. Franklin Jameson et le professeur de sciences politiques Samuel N. Harper pour une mission d'authentification  de documents transmis par Edgar Sisson, le correspondant  de la Committee on Public Information à Petrograd. Documents qui établiraient l'existence d'un complot germano-soviétique et donc justifierait l'intervention des troupes américaines en URSS. J. Franklin Jameson et Samuel N. Harper, authentifient les Sisson Documents (en). Or des enquêtes ont fait la preuve que ces documents étaient des faux, et même dénoncés comme étant un canular. Démystification qui entame la réputation professionnelle de J. Franklin Jameson,,.

#### Se relégitimer
Pour effacer la tâche des « documents Sisson », J. Franklin Jameson se lance dans diverses activités. En 1919, J. Franklin Jameson participe à la fondation de l'American Council of Learned Societies (en) et y dirige l'édition du Dictionary of American Biography. Il documente les courriers des représentants du Congrès continental, les documents concernant la traite des esclaves, les statuts des esclaves, les diverses jurisprudences sur cette question et les archives d'Andrew Jackson,,.
J. Franklin Jameson multiplie les conférences auprès des universités et quand en 1926, le Congrès établit un budget pour la construction d'un bâtiment destiné aux archives nationales il édicte le Public Buildings Act (en), il participe à la commission qui supervise la construction du bâtiment qui s'achève en 1937,.

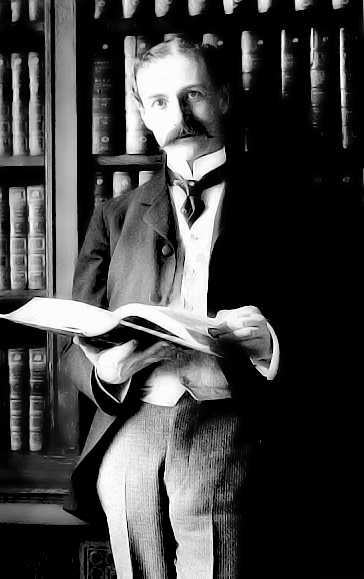
Herbert Putnam.

En 1927, grâce à Herbert Putnam, le bibliothécaire de la Bibliothèque du Congrès, J. Franklin Jameson y est nommé à la nouvelle chaire d'histoire américaine puis devient le responsable de la division des manuscrits de la Bibliothèque du Congrès,,.
Pendant sa gestion de la division des manuscrits, J. Franklin Jameson s'illustre par l'acquisition des archives d'Alexander Stephens, d'Andrew Carnegie, de Joseph Pulitzer, de John A. Dahlgren et autres figures éminentes de l'histoire américaine. Il poursuit sa carrière inlassablement jusqu'en avril 1932, date de son premier infarctus.

#### L'éditeur et le rédacteur en chef
En 1895, il est l'un des membres fondateurs de l’American Historical Review et y assure la fonction de rédacteur en chef de ses débuts jusqu’en 1928,,.
Dès son arrivée à la Carnegie Institution, J. Franklin Jameson remarque le manque de sources écrites, documentation indispensable pour mener des enquêtes historiques dignes de ce nom. Pour répondre à ce besoin, il se lance dans l'édition de l'Original Narratives of Early American History, qui est une collecte de documents dits primaires ou de première main répartis par thématiques qui comprend 18 volumes qui parait en 1906. Les recensions sont élogieuses, et recommandent que l'Original Narratives of Early American History soit présente dans toutes les bibliothèques universitaires et publiques,,,,.

### Vie privée

#### Mariage
En avril 1893, J. Franklin Jameson épouse Sara Elizabeth Elwell, une institutrice. Le couple naissance à deux enfants.

#### La fin
En avril 1932, J. Franklin Jameson est victime d'un infarctus qui l'oblige à ralentir ses activités professionnelles, son état se dégrade en mars 1937 à la suite d'un accident de la circulation, il reprend quand même le travail. Le 21 septembre 1937, il quitte la bibliothèque en se plaignant de douleurs à la poitrine et décède une semaine plus tard, le 28 septembre 1937 dans son domicile de Washington des suites d'une défaillance cardiaque et d'une pneumopathie,.

## Œuvres
Quand une œuvre est suivie d'un identifiant ISBN, cela signifie qu'elle a fait l'objet de rééditions récentes sous forme de fac-similé ou non, l'identifiant est celui, en principe, de la réédition la plus récente, sans préjuger d'autres rééditions antérieures ou ultérieures. La lecture en ligne est quand cela est possible la lecture de l'édition originale.

### Essais et livrets
- Record of the Town of Amherst from 1735 to 1788, Amherst, Massachusetts, Press of J.E. Williams, 1884, 100 p. (ISBN 9781359248312),
- Willem Usselinx, founder of the Dutch and Swedish West India companies, New York & Londres, G.P. Putnam's Sons, 1887, 234 p. (OCLC 669192965),
- An Introduction To The Study Of The Constitutional And Political History Of The States, Baltimore, Johns Hopkins Press, 1886, 29 p. (ISBN 9780384267909),
- Essays In The Constitutional History Of The United States, In The Formative Period, 1775 1789, Boston, Houghton, Mifflin & Co,, 1889, 348 p. (ISBN 9781528354752, lire en ligne),
- The history of historical writing in America, Boston & New York, Houghton, Mifflin and Company, 1891, 184 p. (ISBN 9781330995426, LCCN 03018645, lire en ligne),
- Dictionary of United States History. 1492-1895, Boston, Puritan Publishing Company, 1894, 794 p. (OCLC 187460657, lire en ligne),
- The Papers of Major-Gen. Nathanael Greene, 1895, 20 p. (ISBN 9781378037515, lire en ligne),
- The Functions of State and Local Historical Societies, 1897, 18 p. (OCLC 1045534683, lire en ligne),
- James Monroe in his relations to the public service during half a century, Boston & New York, Houghton, Mifflin and Company, 1899, 287 p. (OCLC 894184953),
- Encyclopedic Dictionary of American History, Volume 1 : A - M, Boston, nc, 1901, 500 p. (ISBN 9781377080468, lire en ligne),
- Encyclopedic Dictionary of American History, Volume 2 : N-Z, Boston, nc, 1901, 484 p. (ISBN 9781377303482, lire en ligne),
- Studies in the History of the Federal Convention of 1787, Washington (district de Columbia), Government  Printing Office, 1903, 88 p. (ISBN 9781333648626, lire en ligne),
- Gaps in the Published Records of United States History, 1906, 24 p. (ISBN 9781334443671, lire en ligne),
- The Arrival of the Pilgrims, Providence, Rhodes Island, Brown University, 1920, 44 p. (OCLC 746939017, lire en ligne),
- The American Historian's Raw Materials,, Ann Arbor, University of Michigan, 1923, 63 p. (OCLC 459573676),
- Privateering and Piracy in the Colonial Period : Illustrative Documents, New York, Macmillan Company, 1er janvier 1923, 619 p. (ISBN 9781406559262),
- American Revolution Considered as a Social Movement, Princeton, Princeton University Press, 1926, 176 p. (ISBN 9781400873227, lire en ligne),

### Éditeur

#### L'Original Narratives of Early American Historyde 1906 aux Éditions Charles Scribner and Son (New York)
- Volume 1 : The Northmen, Columbus and Cabot, 2016, 482 p. (ISBN 9781355344605, lire en ligne),
- Volume 2 : Spanish Explorers in the Southern United States, 2016, 446 p. (ISBN 9781355347392, lire en ligne),
- Volume 3 : Early English and French Voyages, 2016, 494 p. (ISBN 9781355343998, lire en ligne)
- Volume 4 : Voyages of Samuel de Champlain, 2016, 416 p. (ISBN 9781355345312, lire en ligne),
- Volume 5 : Narratives of Early Virginia, 2016, 514 p. (ISBN 9781355345213, lire en ligne),
- Volume 6 : Bradford's History of Plymouth Plantation, 2016, 478 p. (ISBN 9781374497733, lire en ligne),
- Volume 7, P 1 : Winthrop's Journal, volume 1, 2016, 370 p. (ISBN 9781355346425, lire en ligne),
- Volume 7, P 2 : Winthrop's Journal, volume 2, 2016, 412 p. (ISBN 9781355343646, lire en ligne)
- Volume 8 : Narratives of Early Pennsylvania, West New Jersey and Maryland, 2016, 508 p. (ISBN 9781355347736, lire en ligne),
- Volume 9 : Johnson's Wonder-Working Providence, 318 p. (OCLC 1050258339, lire en ligne),
- Volume 10 : Narratives of Early Maryland, 2016, 490 p. (ISBN 9781355344285, lire en ligne),
- Volume 11 : Narratives of Early Carolina, 2016, 422 p. (ISBN 9781372544583, lire en ligne),
- Volume 12 : Narratives of the New Neverland, 2016, 528 p. (ISBN 9781355342953, lire en ligne),
- Volume 13 : Journal of Casper Danckaerts, 2016, 365 p. (ISBN 9781355344773, lire en ligne),
- Volume 14 : Narratives of the Indians War, 2016, 346 p. (ISBN 9781357442408, lire en ligne),
- Volume 15 : Narratives of the Witchcraft Cases, 504 p. (OCLC 1050265526, lire en ligne),
- Volume 16 : Narratives of the Insurrections, 446 p. (OCLC 1050250803, lire en ligne),
- Volume 17 : Spanish Exploration in the SouthWest, 2016, 522 p. (ISBN 9781355344933, lire en ligne),
- Volume 18 : Early Narratives of the Northwest, 2016, 414 p. (ISBN 9781355345510, lire en ligne),

#### The American Historical Review
- Volume 1, 1897, 848 p. (ISBN 9781334731525),
- Volume 2, 1897, 827 p. (ISBN 9781343301603, lire en ligne)
- Volume 3, 1897-1898, 2019, 798 p. (ISBN 9781010743064, lire en ligne),
- Volume 16, 1895, 956 p. (ISBN 9781343639065, lire en ligne),

### Articles
- « The Origin of the Standing-Committee System in American Legislative Bodies », Political Science Quarterly, Vol. 9, No. 2,‎ juin 1894, p. 246-267 (22 pages) (lire en ligne ),
- « The Early Political Uses of the Word Convention », The American Historical Review, Vol. 3, No. 3,‎ avril 1898, p. 477-487 (11 pages) (lire en ligne )
- « Reviewed Work: The Writings of James Madison by Gaillard Hunt », The American Historical Review, Vol. 8, No. 3,‎ avril 1903, p. 559-561 (3 pages) (lire en ligne ),
- « St. Eustatius in the American Revolution », The American Historical Review, Vol. 8, No. 4,‎ juillet 1903, p. 683-708 (26 pages) (lire en ligne ),
- « Gaps in the Published Records of United States History », The American Historical Review, Vol. 11, No. 4,‎ juillet 1906, p. 817-831 (15 pages) (lire en ligne ),
- « The American Acta Sanctorum », The American Historical Review, Vol. 13, No. 2,‎ janvier 1908, p. 286-302 (17 pages) (lire en ligne ),
- « The American Historical Association, 1884-1909 », The American Historical Review, Vol. 15, No. 1,‎ octobre 1909, p. 1-20 (20 pages) (lire en ligne ),
- « A New American Historical Journal », The Hispanic American Historical Review, Vol. 1, No. 1,‎ février 1918, p. 2-7 (6 pages) (lire en ligne ),
- « Early Days of the American Historical Association, 1884-1895 », The American Historical Review, Vol. 40, No.,‎ octobre 1934, p. 1-9 (9 pages) (lire en ligne ),
- « The Future Uses of History », The American Historical Review, Vol. 65, No. 1,‎ octobre 1959, p. 61-71 (11 pages) (lire en ligne ) (article posthume),

## Archives
Les archives de John Franklin Jameson sont déposées et consultables auprès de la Bibliothèque du Congrès et de la Louis Round Wilson Library (en) de l'université de Caroline du Nord à Chapel Hill.

### Distinctions
J. Franklin Jameson est membre de l’American Historical Association (AHA) dès sa fondation en 1884, il est élu président de l’association en 1907.
En 1895, J. Franklin Jameson est élu président de la Historical Manuscripts Commission (« Commission des manuscrits historiques »).